# Parathesis cubana
Parathesis cubana là một loài thực vật có hoa trong họ Anh thảo. Loài này được (A. DC.) Molinet & M. Gómez mô tả khoa học đầu tiên năm 1889.